# Richard Remé

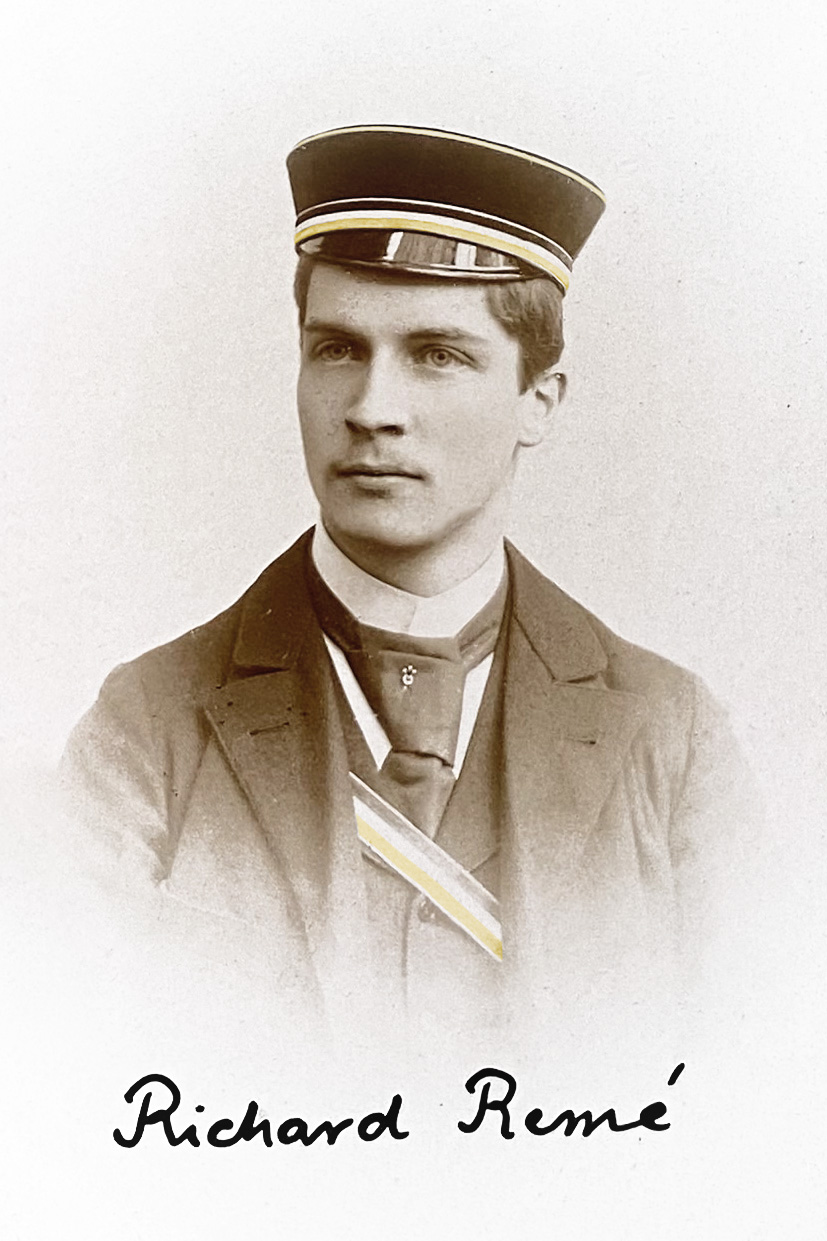
Richard Remé als Student

Richard Remé (* 13. Februar 1875 in Hamburg; † 7. Juli 1944 in Wyk) war ein deutscher evangelisch-lutherischer Pastor und Gründer des Amalie Sieveking-Hauses.

## Leben
Richard Remé war der vierte von sechs Söhnen von Wilhelm Remé und dessen Gattin Marie Louise Wilhelmine, geborene Crasemann (1842–1926). Er besuchte die Gelehrtenschule des Johanneums und schloss die Schulausbildung 1893 als Jahrgangsbester mit dem Abitur ab. Nach einem siebensemestrigen Studium der Evangelischen Theologie an der Universität Tübingen, der Universität Leipzig und der Universität Greifswald bestand er 1897 das erste theologische Examen in Hamburg. Während des Studiums wurde er Mitglied im Leipziger und Greifswalder Wingolf (1933 trat er aus dem Wingolfsbund aus). Von 1897 bis 1899 gab er Hausunterricht in Lettland und Friedrichsruh und übernahm Hilfstätigkeiten an der Stadtmission auf St. Pauli. Während seines Aufenthalts in Friedrichsruh machte er Bekanntschaft mit Otto von Bismarck.
1899 legte Remé das Zweite Examen in Hamburg ab und wurde ordiniert. Anschließend arbeitete er als Hilfsprediger in Hamm und zog 1902 nach Berlin, wo er Sekretär des Zentralausschusses der Inneren Mission wurde. 1904 wechselte Remé nach Hamburg und übernahm den Posten des Vorstehers der Stadtmission. Sechs Jahre später wurde er Pastor an der St.-Gertrud-Kirche auf der Uhlenhorst, wo er bis zur Emeritierung 1940 als Seelsorger arbeitete.
Während des Ersten Weltkriegs war Remé als mehrfach dekorierter Feldprediger in Frankreich tätig. Aufgrund der sozialen Probleme engagierte sich der Seelsorger nach Ende des Kriegs für eine „Kirche in Bewegung“. Remé beabsichtigte, das Leben in den Gemeinden und die Arbeit der Seelsorger zu aktivieren und zu fördern. Ihm gelang in führender Position ein Zusammenschluss von zehn Kerngemeinden zu einem Landeskirchlichen Gemeinschaftsverband, der, bewusst lutherisch, bis Anfang der 1930er Jahre ein zentraler Bestandteil der hamburgischen Kirche darstellte. Mit anderen Pastoren schloss er sich in der Gemeinschaftskonferenz lutherischer Theologen in Hamburg zusammen, in der sich die orthodox-lutherischen Pastoren als Gegengewicht zu den Liberalen sammelten. Im Zuge dieser Tätigkeiten plante Remé 1924 die Gründung eines Diakonissen-Mutterhauses als Ersatz für das Mutterhaus Bethlehem, das 1920 die Landeskirche verlassen hatte.
1927 gehörte Richard Remé neben Simon Schöffel, Theodor Knolle und seinem Bruder Wilhelm Remé zu den Gründungsmitgliedern des Landeskirchlichen Vereins für weibliche Diakonie in Hamburg e. V. Der Verein weihte 1929 in Volksdorf ein Diakonissen-Mutterhaus ein, das nach Amalie Sieveking benannt wurde und aus dem sich 1940 das Evangelische Amalie-Sieveking-Krankenhaus entwickelte. Aufgrund von fortschreitender Schüttellähmung gab Remé 1942 den Verwaltungsratsvorsitz ab.
Während der Zeit des Nationalsozialismus hatte der Seelsorger ein distanziertes Verhältnis zu den Nationalsozialisten und den Deutschen Christen, wurde jedoch nie in der Bekennenden Kirche aktiv. Nach der Operation Gomorrha zog Remé nach Wyk auf der Insel Föhr, wo er 1944 verstarb. Sein Grab befindet sich auf dem Friedhof Ohlsdorf.
Richard Remé war seit 1902 mit der Schweizerin Eva Gneissaz verheiratet. Aus der Ehe gingen drei Söhne hervor. Eva Gneissaz starb 1923. 1924 heiratete Remé in zweiter Ehe Frieda Mayer, mit der er zwei Töchter hatte.
1942 taufte er Loki Schmidt.

## Schriften (Auswahl)
- Amalie Sieveking. Eine Vorkämpferin der christlichen Frauenbewegung, Hamburg 1911.
- Brennende Fragen der Evangelisation und des christlichen Volkslebens, unter Mitarbeit von Richard Remé [u. a.], hrsg. von Gerhard Füllkrug, Schwerin 1922.
- Gibt der Spiritismus zuverlässigen Aufschluß über das Jenseits? Schwerin 1923.
- Ich weiß, daß mein Erlöser lebt!: Hiob 19, 25 Abschiedspredigt, Hamburg 1940.